# Aurel Bratu
Aurel Bratu (n. 19 iulie 1973) este un scrimer român specializat pe spadă care a reprezentat România la Jocurile Olimpice de vară din 1996 de la Atlanta. La individual a fost învins în primul tur de cubanezul Ivan Trevejo, care în cele din urmă a fost laureat cu argint. Cu echipa României s-a clasat pe locul 11.